# Валашке Клобоуки
Валашке Клобоуки (чеш. Valašské Klobouky) град је у Чешкој Републици. Град се налази у управној јединици Злински крај, у оквиру којег припада округу Злин.

## Становништво
Према подацима о броју становника из 2014. године град је имао 5.039 становника.